# Trapp
Pour l’article ayant un titre homophone, voir Trappe.
Pour les articles homonymes, voir Trapp (homonymie).

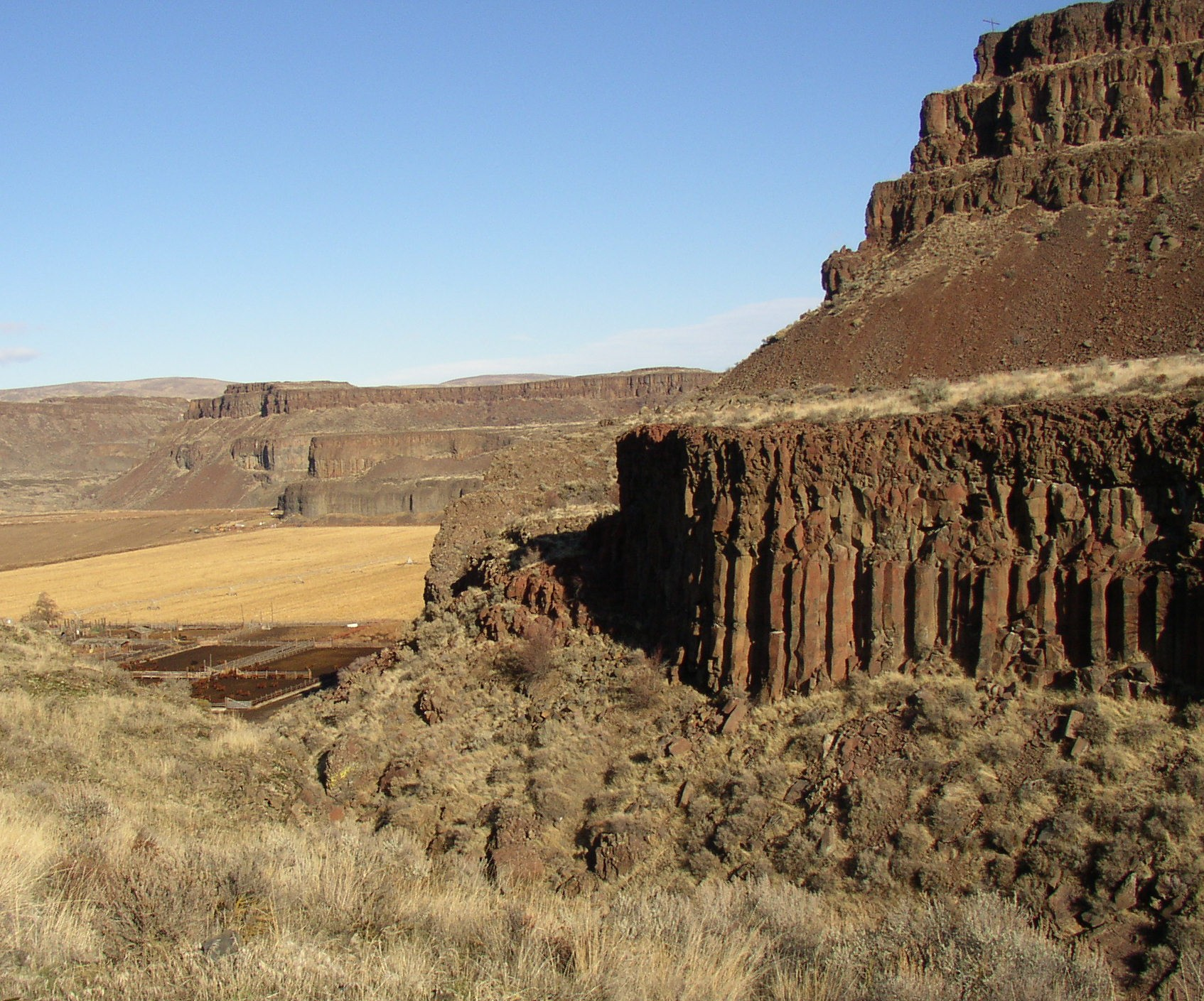
Le nom de trapp (escalier) est dû à l'érosion qui a utilisé l'horizontalité des coulées basaltiques et l'alternance entre les couches dures de laves et les couches tendres de cendres volcaniques pour y disséquer les versants en gradins.

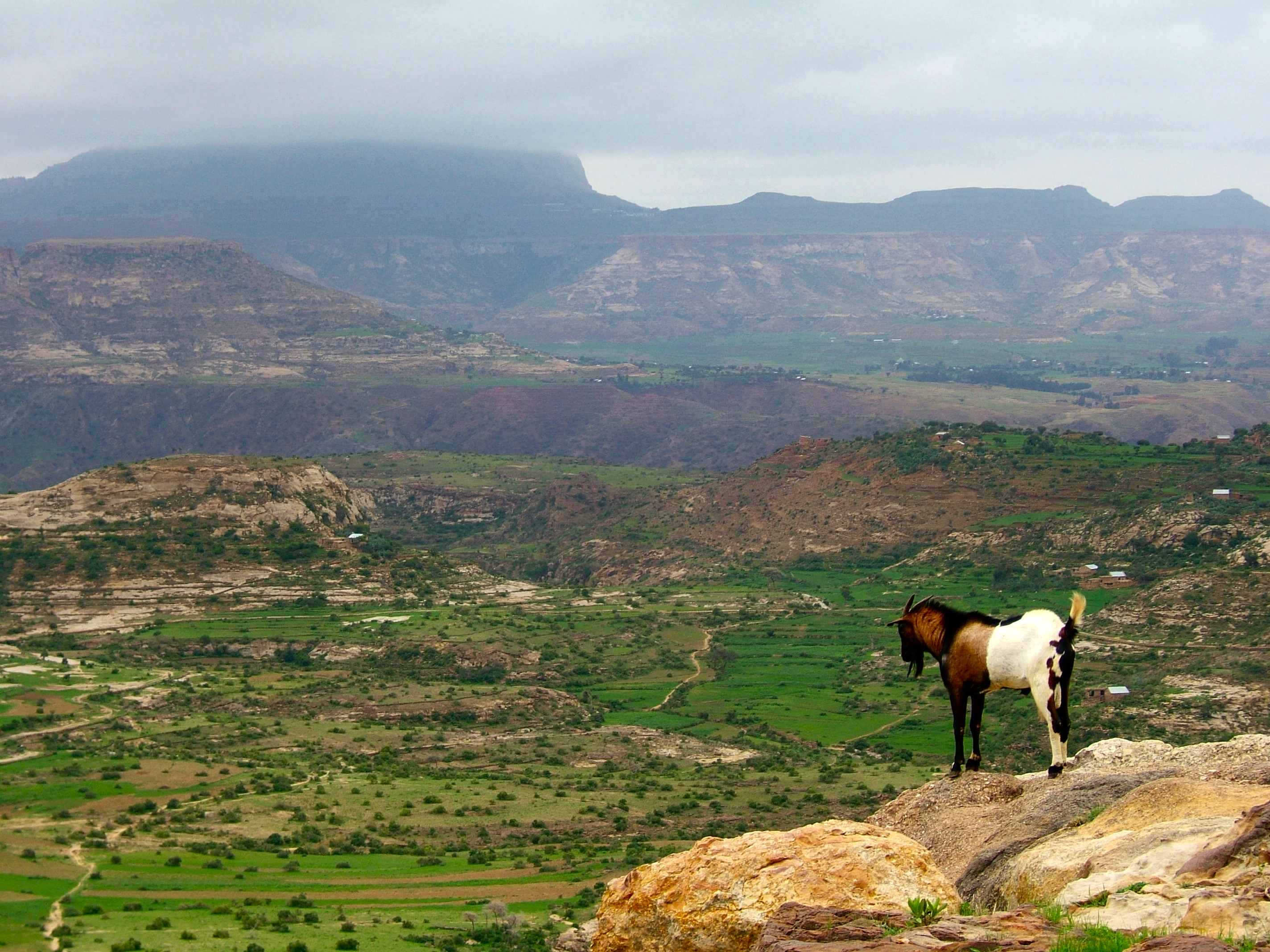
Trapps d'Éthiopie.

Les trapps sont de très vastes plateaux des étendues continentales, constitués d'épais dépôts de roches basaltiques. Ils proviennent de panaches mantelliques qui se mettent en place sur les continents et forment de grandes provinces magmatiques.
L’existence des trapps présents sur les continents est reconnue depuis longtemps (Arthur Holmes en 1918). Le mot trapp, nom masculin, est emprunté au suédois (variante de trappa (« escalier »)).

## Exemples
Les trapps les plus célèbres sont :
- le MLIP (en:Mackenzie Large Igneous Province) de l'Île Victoria au Lac Supérieur (Canada), 1200 à 1300 millions d'années ;
- les trapps de Sibérie (Russie), 248 à 216 millions d'années ;
- le Paraná (Brésil), 140 à 110 millions d'années ;
- les trapps du Deccan (Inde), 65 à 42 millions d'années ;
- la province ignée nord-atlantique, 60 à 50 millions d'années ;
- les trapps d'Éthiopie, 40 à 15 millions d'années ;
- les trapps des îles Kerguelen (TAAF, France), îles qui sont la partie émergée du  plateau sous-marin de Kerguelen qui s'étend jusqu'à l'île Heard (Australie) au Sud de l'océan Indien, depuis 35 millions d'années (toujours en activité).

La surface occupée par un épanchement varie entre des valeurs de 200 000 km2 (Karoo) à 1 500 000 km2 (Sibérie), leur épaisseur oscillant entre 2 000 m (Deccan) et 12 000 m (lac Supérieur). Cependant, il faut considérer que l’érosion a réduit le volume des coulées.
Ces épanchements se sont formés sur des durées assez brèves (de l'ordre de 1 Ma), de manière indépendante de l'activité des dorsales.

## Structures
Les coulées aériennes de trapps peuvent être de deux types : 
- à surface lisse ou cordée : coulée très compacte, pauvre en alvéoles et bulles de gaz ; le dégazage a été facile (magma maintenu à plus haute température et plus fluide dans une chambre assez large pour ne pas imposer une trop forte pression avant son expulsion). Les coulées de laves qui peuvent former des rivières souterraines percées de « soupapes » de dégazage peuvent favoriser la formation de trapps très étendus en surface ;
- à surface chaotique : coulée riche en bulles de gaz, à surface scoriacée et peu compacte ; le dégazage a été difficile (magma moins fluide expulsé d'une faille sans possibilité d'expansion progressive dans une chambre chaude, le dégazage se produit plus près de la surface où la coulée forme une croute qui se fissure sous la pression des gaz à l'intérieur de la coulée elle-même, et le refroidissement est plus brutal).

On retrouve dans le Massif central, en Auvergne, un bon exemple de coulées de type chaotique, constitué par les coulées des puys de la Vache et de Lassolas ainsi que celle du puy de Côme.
En profondeur, les coulées peuvent cristalliser plus lentement, et forment des joints verticaux organisés en prismes plus ou moins réguliers, parfois hexagonaux, parfois pentagonaux, nommés orgues basaltiques.

## Pétrographie
Les roches des trapps sont des roches basiques, la plupart du temps des basaltes ayant des compositions de tholéiites à olivine (d’après la classification de Yoder et Tilley). La composition des basaltes de Parana est assez caractéristique des trapps : on y retrouve des phénocristaux occupant environ 25 % de volume de la roche, pris dans du verre volcanique. Ces phénocristaux observés sont des pyroxènes (augite et pigeonite), des plagioclases ainsi que des opaques tels que la titanomagnétite ou l’ilménite, et quelquefois des olivines.
On retrouve aussi parfois des produits volcaniques plus différenciés comme des andésites ou des dacites et rhyodacites, mais en faible quantité, au sommet des réservoirs.

## Géochimie

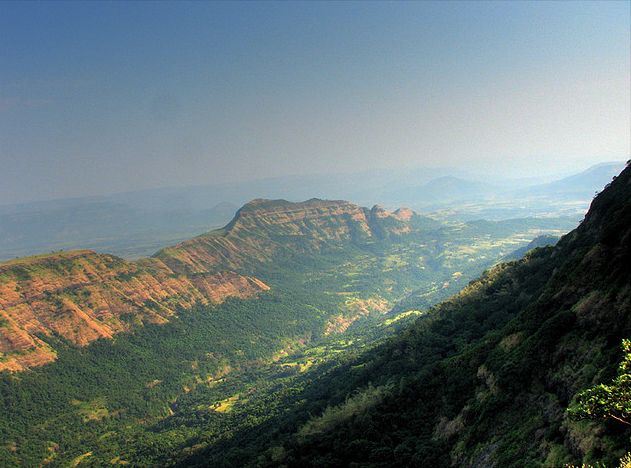
Trapps du Deccan, près de Matheran, à l'est de Bombay.

L’analyse géochimique en oxydes majeurs indique une composition proche à la fois des basaltes des rides médio-océaniques (MORB) et des basaltes des îles volcaniques (OIB). Il s’agit bien de tholéiites, possédant un pourcentage de silice proche de 50 %.
On peut distinguer deux types de basaltes de trapps :
- ceux pauvres en P2O5 et en TiO2, nommés LPT ;
- ceux riches en P2O5 et en TiO2, nommés HPT.

Les rapports isotopiques 87Sr/86Sr et 206Pb/204Pb étant différents de ceux des basaltes au sens large, le magma à l’origine des trapps a été contaminé lors de sa traversée de la croûte continentale. C’est cette contamination qui explique la différenciation observée entre deux types de basaltes : les LPT se sont enrichis en éléments de la croûte comme K et Sr.
Les teneurs en incompatibles des basaltes de trapps sont plus faibles que celles des OIB (géologie), mais plus fortes que celles des MORB. Le phénomène de contamination implique un enrichissement en certains éléments, ce qui signifie qu’ils proviennent du manteau appauvri, à une profondeur proche de celui à l’origine des MORB.

## Origine
On suppose que la mise en place des trapps s’est faite par épanchement en surface d’une remontée magmatique mantellique et basique, donnant lieu à un volcanisme de type tholéiitique, au travers de fissures ou de bouches ponctuelles.
Leur origine peut être placée entre 100 et 400 km de profondeur, dans l’asthénosphère supérieure. Mais pour obtenir une fusion partielle aussi importante que celle des trapps, épanchant d’énormes quantités de laves, il est nécessaire d’apporter une grande quantité de chaleur. Une telle fusion pourrait se faire à proximité de points chauds, il en résulterait un mélange des magmas profonds de points chauds et des magmas superficiels produits par la chaleur des panaches.

## Autres planètes
Sur la planète Vénus, des écoulements basaltiques encore plus importants seront peut-être la source d'une meilleure compréhension des mécanismes qui peuvent être à l’œuvre dans ces événements géologiques majeurs.